# Tagbilaran

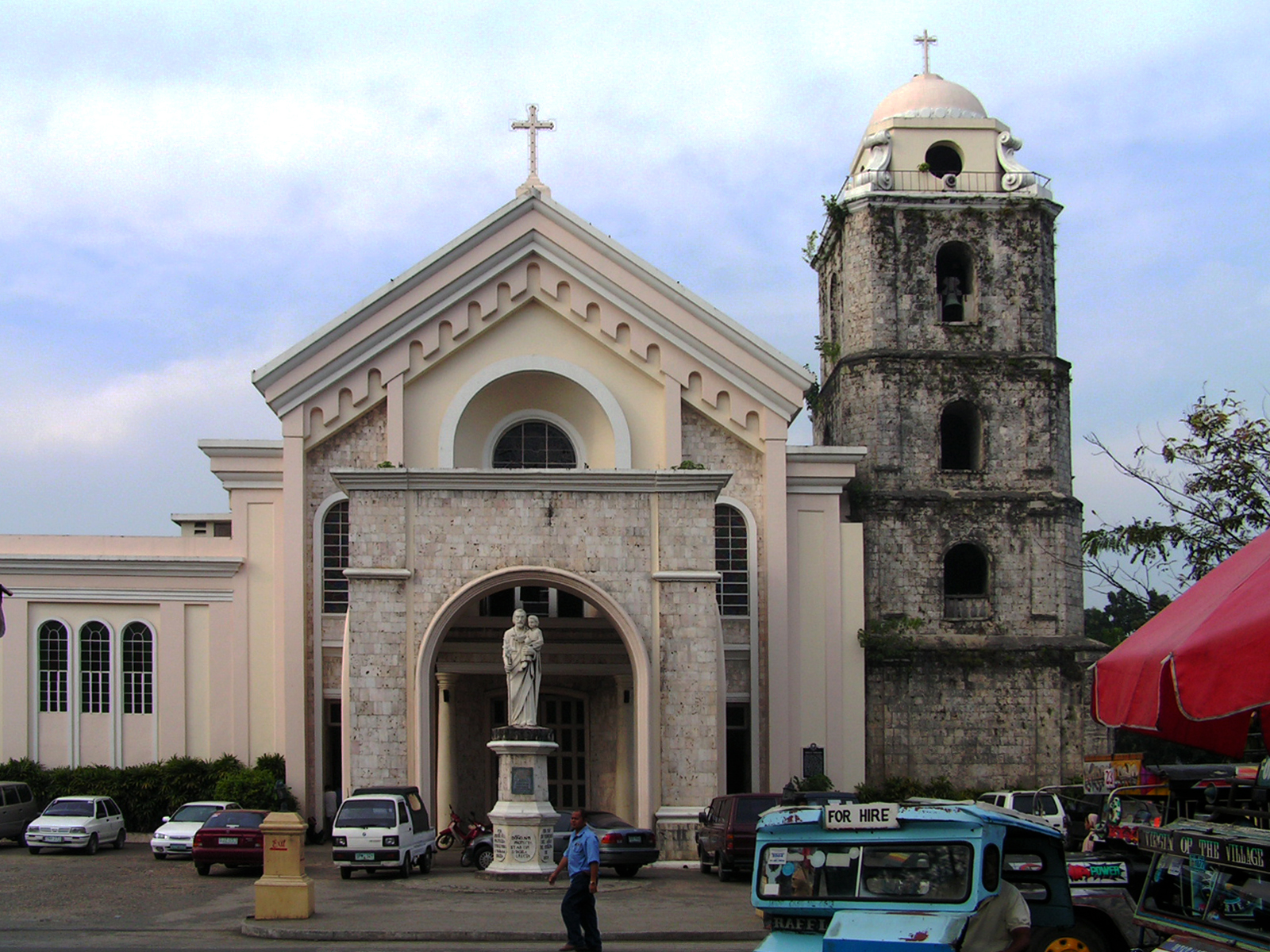
St.-Joseph-Kathedrale in Tagbilaran

Tagbilaran ist die Hauptstadt der Provinz Bohol (Philippinen).
Sie liegt 630 km südöstlich der philippinischen Hauptstadt Manila und 72 km südlich von Cebu City. Tagbilaran liegt im südwestlichen Teil der Provinz. Die höchsten Erhebungen sind der Elley Hill (100 m) im Norden und der Banat-i (145 m) im Süden.
Die Stadt besteht aus 15 Barangays und hat eine Einwohnerzahl von 105.051 (Stand: 1. August 2015). Die jährliche Wachstumsrate betrug im Jahr 2005 3,6 %.
Tagbilaran ist der Haupthafen der Provinz Bohol.
Im alltäglichen Straßenbild fällt auf, dass verglichen mit anderen philippinischen Städten nur wenige Taxis zu sehen sind, dafür aber umso mehr Tricycles. Diese bewältigen neben den Jeepneys den größten Teil des Personentransportes innerhalb der Stadt, können aber auch für längere Touren halb- oder ganztags gechartert werden. Im Jahr 2005 waren in der Stadt nur 30 Taxis registriert, gegenüber 2.053 Tricycles.
Die Stadt verfügt auch über einen nationalen Flughafen, der von der Philippine Airlines und Cebu Pacific angeflogen wird.
Unweit von Tagbilaran liegt die Insel Panglao.
Tagbilaran ist Sitz des Bistums Tagbilaran.

## Barangays
Die Stadt Tagbilaran ist politisch in 15 Barangays unterteilt.
| - Bool - Booy - Cabawan - Cogon - Dao - Dampas - Manga - Mansasa | - Poblacion 1 (1st District) - Poblacion 2 (2nd District) - Poblacion 3 (3rd District) - San Isidro - Taloto - Tiptip - Ubujan |

Island City Mall
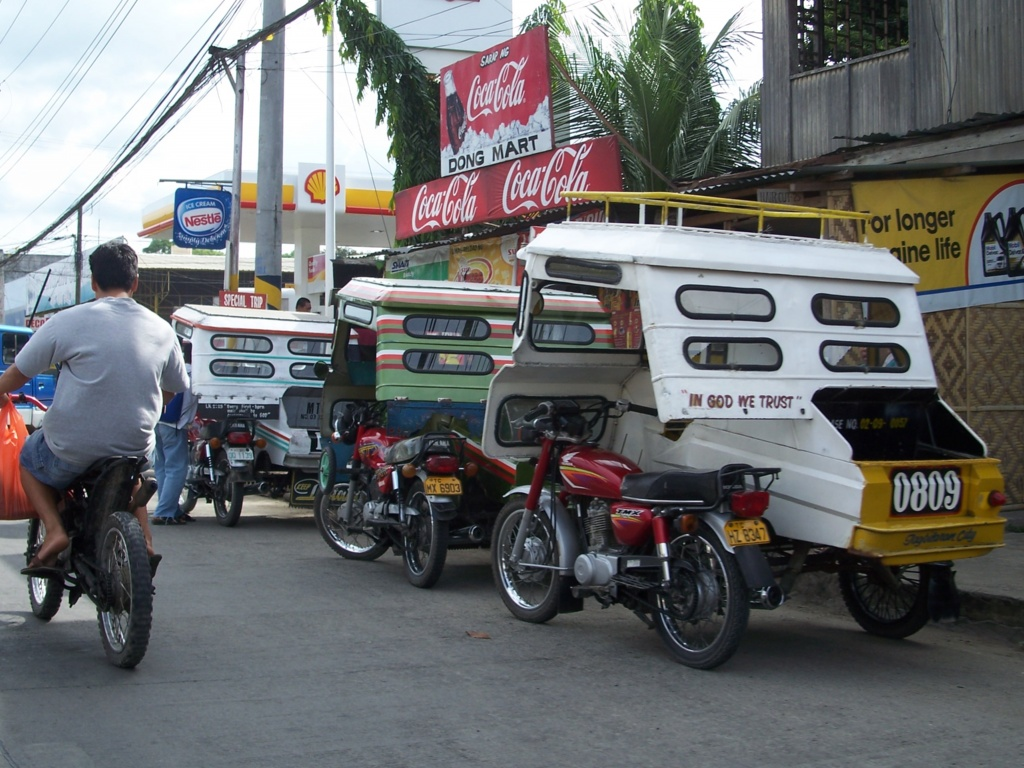
Tricycles in Tagbilaran
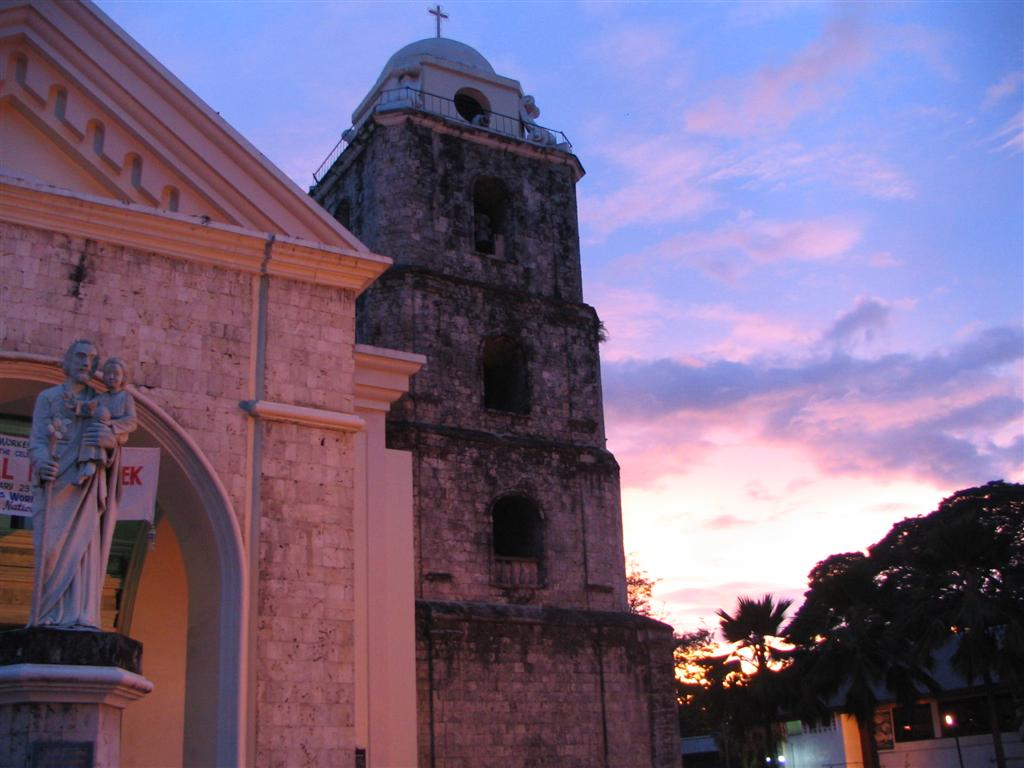
St.-Joseph-Kathedrale

## Söhne und Töchter der Stadt
- José Clarin (1879–1935), Politiker
- Jacinto Borja (1905–1969), Diplomat und Politiker
- James Cooke Brown (1921–2000), amerikanischer Soziologe und Science-Fiction-Autor
- Socrates Mesiona (* 1963), Apostolischer Vikar von Puerto Princesa
- Leo Dalmao (* 1969), römisch-katholischer Ordensgeistlicher, Prälat von Isabela
- Anfernee Lopena (* 1994), Leichtathlet